# Nestoriaanse stele

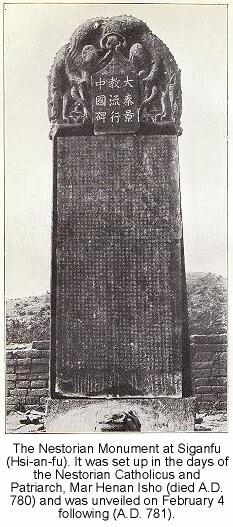

De Nestoriaanse stele  is een stele opgericht tijdens de Tang-dynastie in 781 in Chang'an, het huidige Xi'an. De steen is 279 cm hoog en gemaakt van kalksteen. De tekst van de inscriptie op de stele handelt over de geschiedenis van het nestoriaanse christendom in China in de periode 635-781.
De inscriptie heeft de titel  Jingjiao liuxing Zhongguo song bing xu ("Monument voor de verbreiding van de Stralende Religie in China"). De titelplaat van de stele heeft de tekst Da Qin jingjiao liuxing Zhongguo bei ("Stele over de verbreiding in China van de Stralende religie van Da Qin").
In 845 werden alle buitenlandse religies in China verboden. Het besluit was in de eerste plaats gericht tegen het georganiseerd boeddhisme. Het besluit had echter ook consequenties voor het christendom, het manicheïsme en het zoroastrisme. Alle geestelijken van de verboden religies dienden naar een lekenbestaan terug te keren en werden daarna  behandeld als alle andere immigranten. De stele werd begraven en pas in 1623 of 1625 herontdekt en opgegraven. Het christendom verdween geheel uit China. Het zou pas weer terugkeren in de dertiende eeuw tijdens de periode van de Yuan-dynastie. De stele is sinds 1907 aanwezig in het Beilin Museum in Xi'an.

## Bronnen over de ontdekking van de stele

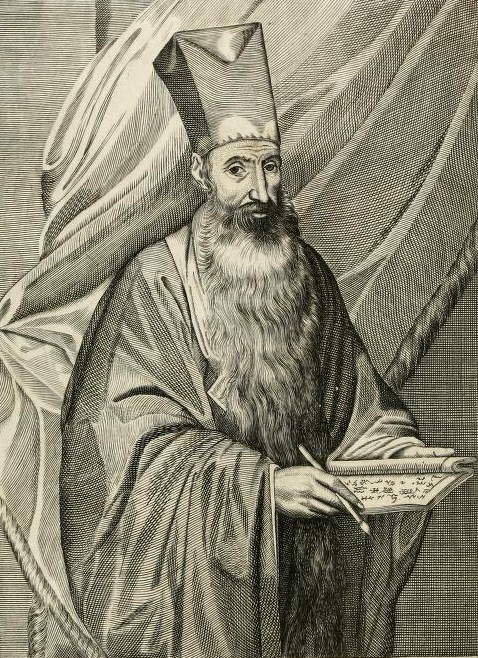
Alvaro de Semodo

## De authenticiteit van de tekst

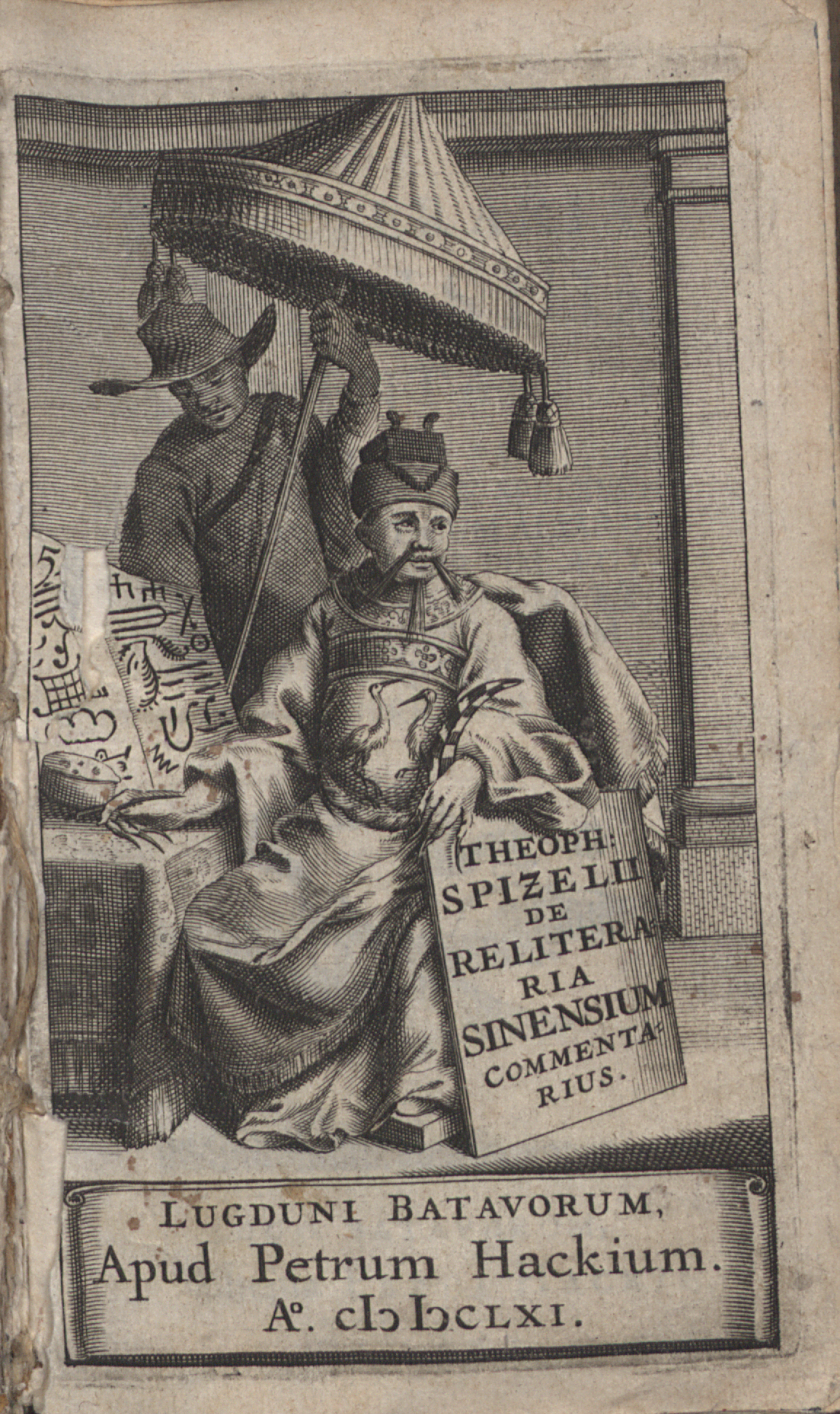
Voorblad van De re literaria Sinensium commentarius

## De term Da Qin
Tijdens de laatste periode van de Han-dynastie (206 v.Chr.- 220 na Chr.) werd met Da Qin het oostelijk deel van het toenmalige Romeinse Rijk bedoeld. Daarna werd het in China gebruikt voor de oostelijke delen van het toenmalige Byzantijnse Rijk. Gedurende de periode van de Tang-dynastie werd voor het Byzantijnse rijk na ongeveer 700 de naam Fulin  gebruikt. Da Qin kreeg in die periode een meer religieuze dan geografische betekenis.

## Achtergrond
De geschiedenis van het christendom in China begint met de aankomst van Alopen, een missionaris van de nestoriaanse Kerk van het Oosten. Zijn aankomst in 635 in Chang'an, de toenmalige hoofdstad, is vastgelegd in een edict uit 638 van de keizer Taizong (r. 626-649) van de Tang-dynastie.
Uit de tekst op de stele wordt onder meer duidelijk, dat de keizer toestemming gaf tot het bouwen van een klooster in Chang'an. De keizer Gaozong (r. 649-683) zou volgens de tekst van de stele het stichten van christelijke kloosters in alle prefecturen van het rijk hebben  goedgekeurd. Al die kloosters kregen de naam Bosi-si ('Perzisch klooster'). In 745 verscheen een tweede edict waarbij ieder Bosi-si opgedragen werd de naam te veranderen in Da Qin-si ('klooster van Da Qin').

## De inscriptie
De tekst van de inscriptie werd geschreven door de monnik Jingjing (Adam in het Syrisch). Het Chinese deel van de inscriptie heeft 1800 karakters. Bovenaan de stele is een kruis afgebeeld. De tekst begint met een verklaring over de dogma's van de Stralende Religie, waarin verwezen wordt naar onder meer elementen uit  Genesis zoals de Schepping en de zondeval. Hierna volgen elementen als de Incarnatie, de Verlossing en enkele christelijke riten, zoals de doop.
Het vervolg is een verslag over de geschiedenis van het nestorianisme in China van 635 tot 781, dat begint met de aankomst van Alopen in Chang'an. Het volgende deel is een loftuiting op de sponsor Yisi (Yazdbozed in het Syrisch) die de oprichting van stele financieel mogelijk maakte. Daarna volgt een aanprijzing van de religie in een versvorm, een conclusie en een colofon. In de tekst worden de christelijke gelovigen aangeduid met de term  diexi (zij, die vrezen); een term die ook in de periode van de latere Yuan-dynastie zou worden gebruikt.
Aan het eind is er een tekstdeel in het Syrisch, de liturgische taal van de Kerk van het Oosten, met een lijst van namen van bisschoppen en zeventig missionarissen en monniken van Da Qin kloosters. De gehele tekst van de inscriptie geeft informatie over de wijze van onderricht in het christendom in China, de wijze hoe Chinese keizers en het hof daarop reageerden en de – vooral Perzische en Syrische – herkomst van de missionarissen.
De tekst van de inscriptie geeft aan dat deze tekst voor een deel een reproductie is van de tekst van het edict uit 638 van de keizer Taizong (r. 626-649), waarvan het manuscript nooit gevonden is.
De ordening van de tekst is duidelijk ontleend aan een toen reeds bestaande tekst van een inscriptie op een andere stele, de Toutuo si bei (De inscriptie op de stele van het Dhuta Klooster). Die tekst kwam voor in het gedurende de Tang-dynastie zeer populaire  Wenxuan (Bloemlezing van Literatuur).

## De positie van de nestoriaanse kerk ten opzichte van de elite

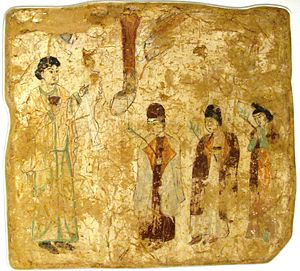
Nestoriaanse priesters in de achtste eeuw op een fresco in een van de grotten van Bezeklik

Het deel van de tekst over de geschiedenis van het nestorianisme is verdeeld in secties. Die secties zijn geordend op de chronologische volgorde van de regeerperioden van een aantal keizers. Taizong (r. 622-649), Gaozong (r. 649-683), Xuanzong (r. 712-756), Suzong (r. 756-762), Dezong (r. 770-805).
De tekst van de inscriptie maakt steeds duidelijk dat het in China aanwezig kunnen zijn van een religie als het nestoriaanse christendom afhankelijk was van de wil en opvattingen van de keizers en de elite aan het hof. Het is in de tekst van de inscriptie steeds een keizer die de vertalingen van literatuur uit de Bijbel in het Chinees beval dan wel daar toestemming voor gaf. Dit geldt ook voor andere zaken als het kunnen bouwen van kloosters en kerken. Het is de keizer die de tolerantie uitspreekt ten aanzien van de aanwezigheid van een voor China zo onbekende religie.
De tekst van de inscriptie suggereert dat het nestorianisme een aanzienlijke omvang had in China. Uit andere bronnen is duidelijk, dat er christelijke gemeenschappen waren in Chang'an, Kanton, Luoyang, Dunhuang en Zhouzhi. Over het algemeen waren dat ook steden met buitenlandse handel en een aanwezigheid van relatief grotere groepen vreemdelingen. De keizer Gaozong (r. 649-683) zou volgens de tekst van de stele het stichten van christelijke kloosters in alle prefecturen van het rijk hebben goedgekeurd. Er waren in die periode ongeveer 360 prefecturen in China. Historici gaan ervan uit, dat er hoogstens enkele tientallen kloosters feitelijk zijn gesticht. Feitelijk zou het nestoriaanse christendom in China in deze periode een – in omvang – marginale religie blijven. De belangrijkste ambtenaar in de periode van Wenzong formuleerde rond 830, dat
Hoewel Ons Koninklijk Hof van oudsher machtig was, tolereerde het diverse buitenlandse religies, zoals christendom, het manicheïsme en het zoroastrisme in dit land aanwezig te zijn. De kloosters en kerken van deze drie vreemde religies in totaal in het gehele land zijn echter in aantal nog niet gelijk aan het aantal boeddhistische klooster in een kleine stad.